# Rhys (krater)
Rhys är en nedslagskrater med en diameter på 44 kilometer, på planeten Venus. Rhys har fått sitt namn efter författaren Jean Rhys.